# Rio Comanca (Redea)
O Rio Comanca (Redea) é um rio da Romênia, afluente do Redea, localizado no distrito de Olt.